# Museo Nacional de Arte de China

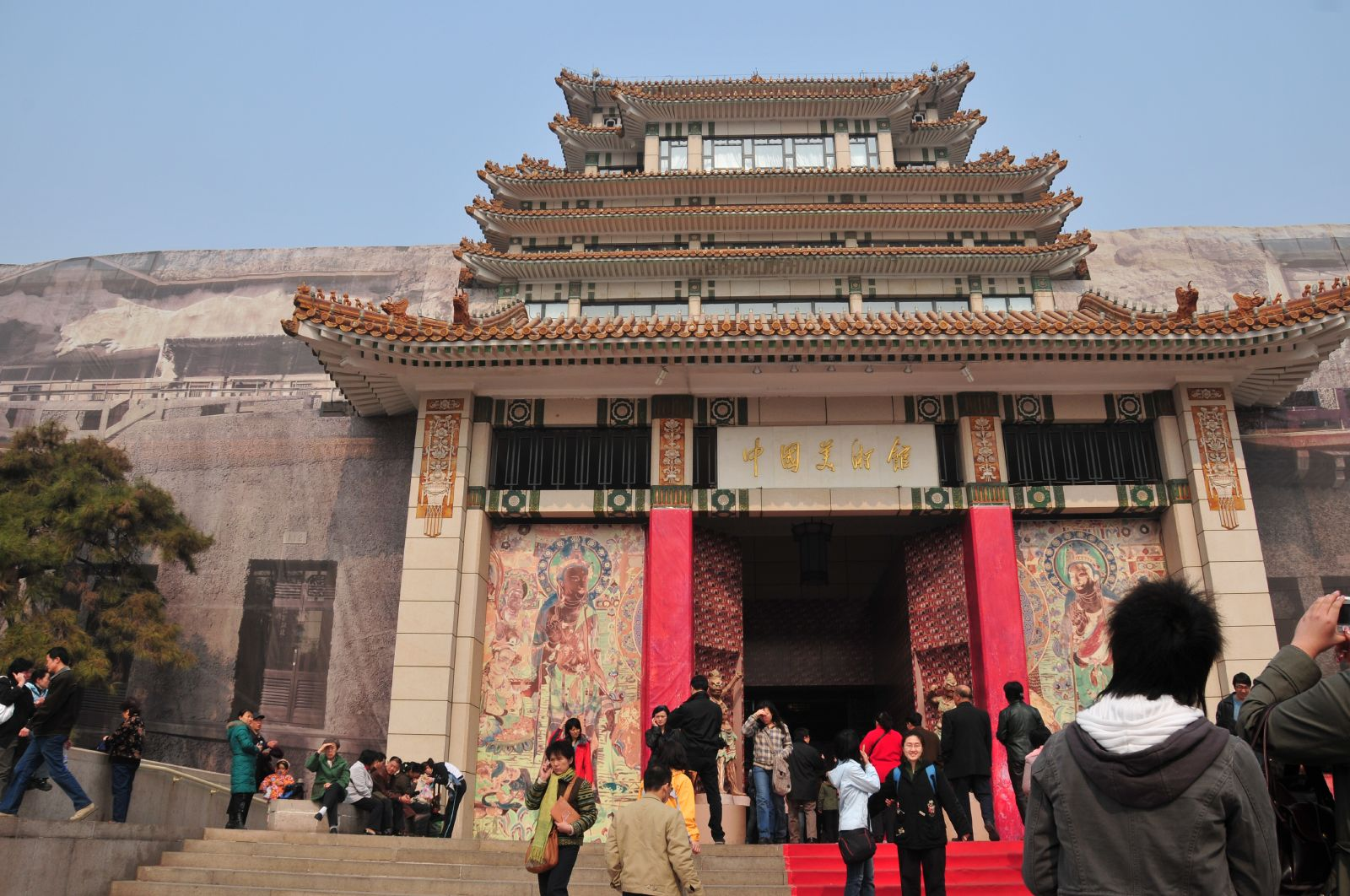

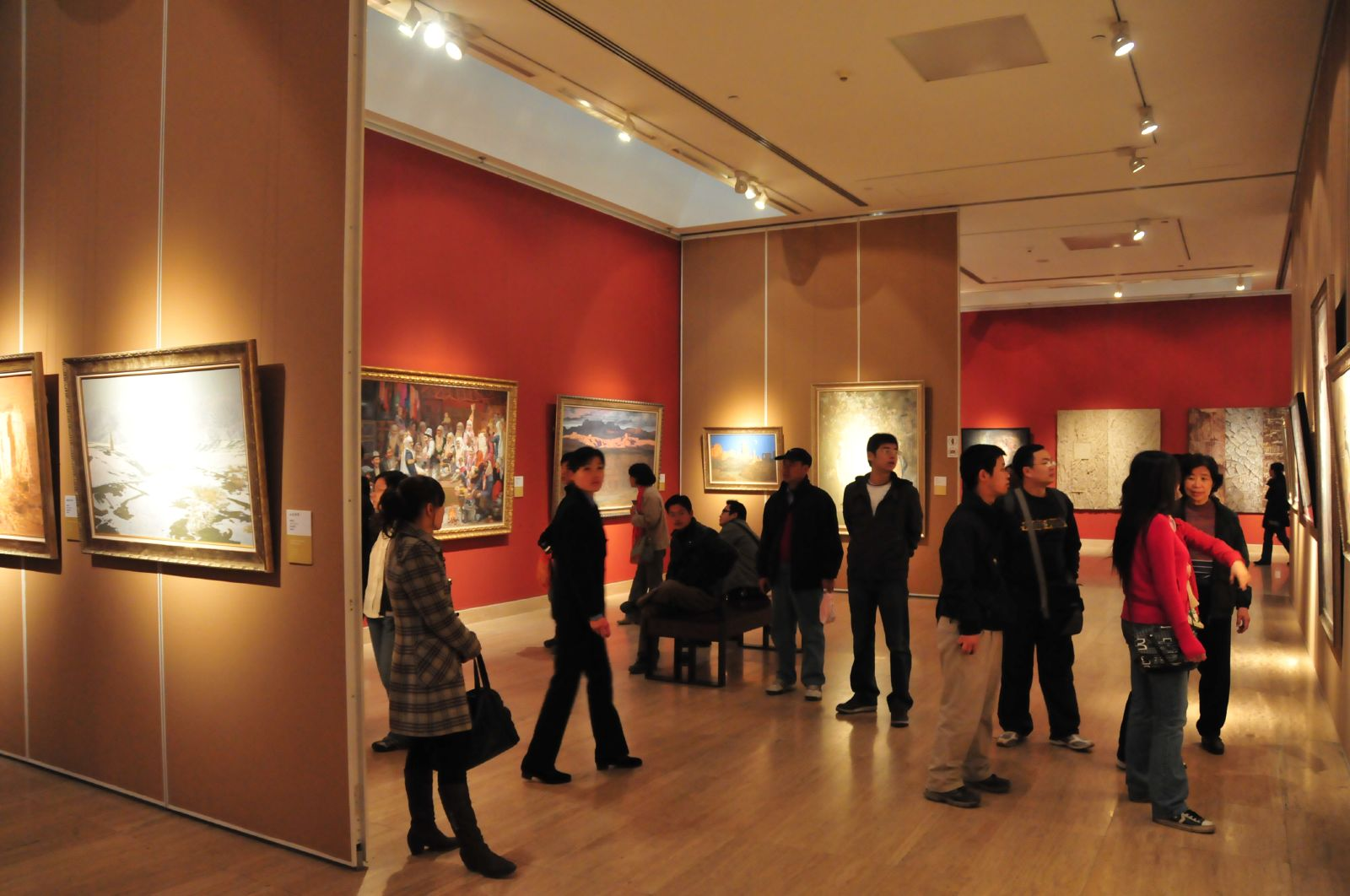

El Museo Nacional de Arte de China (NAMOC por sus siglas en inglés, en chino tradicional, 中國美術館; en chino simplificado, 中国美术馆; pinyin, Zhōngguó měishùguǎn) se sitúa en el 1 de la Avenida Wusi, Distrito de Dongcheng, Pekín, República Popular China. Es una de las mayores galerías de arte de China, y fue fundada por el Ministerio de Cultura.  La construcción del museo comenzó en 1958, y se completó en 1962. Tiene una superficie total de 30000 m². El museo fue renovado entre mayo de 2004 y enero de 2005, lo que le ha proporcionado una superficie adicional de 5375 m².

## Colecciones
Su colección permanente contiene obras de arte chino antiguo y contemporáneo, así como obras relevantes de arte occidental. Aunque el museo contiene una colección de arte imperial chino, su principal objetivo es servir como un museo de arte de nivel nacional dedicado a mostrar, coleccionar e investigar las obras artísticas chinas modernas y contemporáneas. Su edificio principal tiene cuatro plantas, de las cuales las tres primeras son zonas de exposiciones. Hay 21 salas de exposiciones en el museo.
Sus colecciones se dividen en las siguientes categorías:
- Pintura china tradicional,
- Pintura al óleo,
- Estampados,
- Escultura,
- Pintura de año nuevo,
- Historia gráfica tradicional,
- Caricaturas,
- Acuarela,
- Laca,
- Alfarería, y
- disfraces

## Galería de imágenes

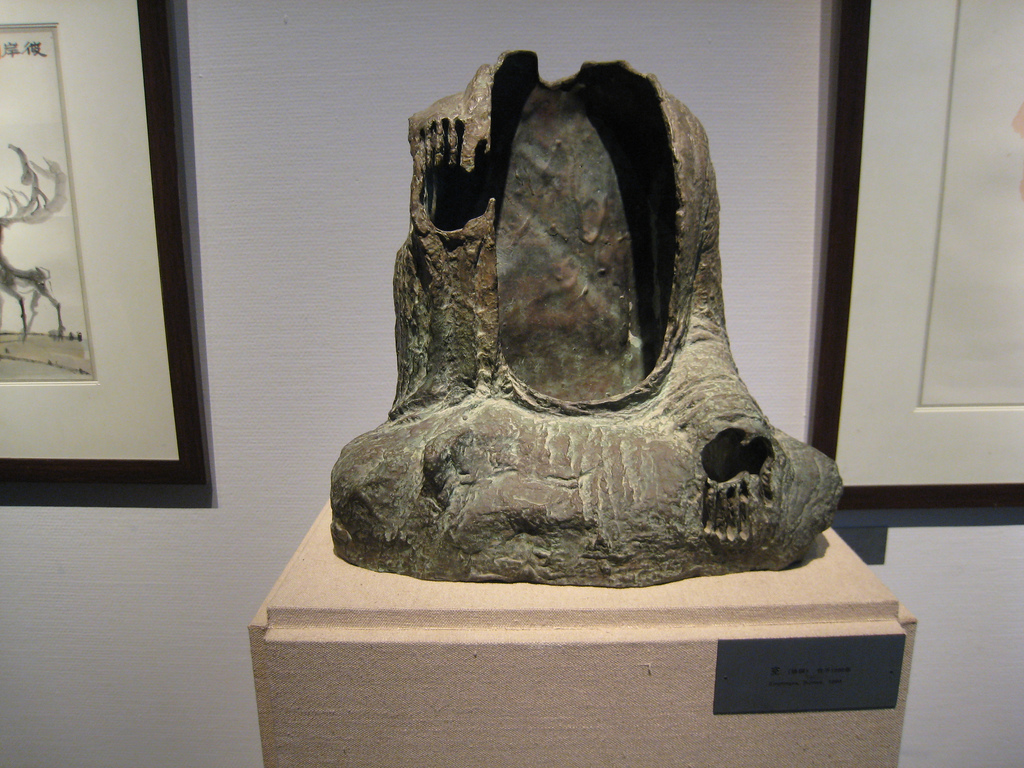
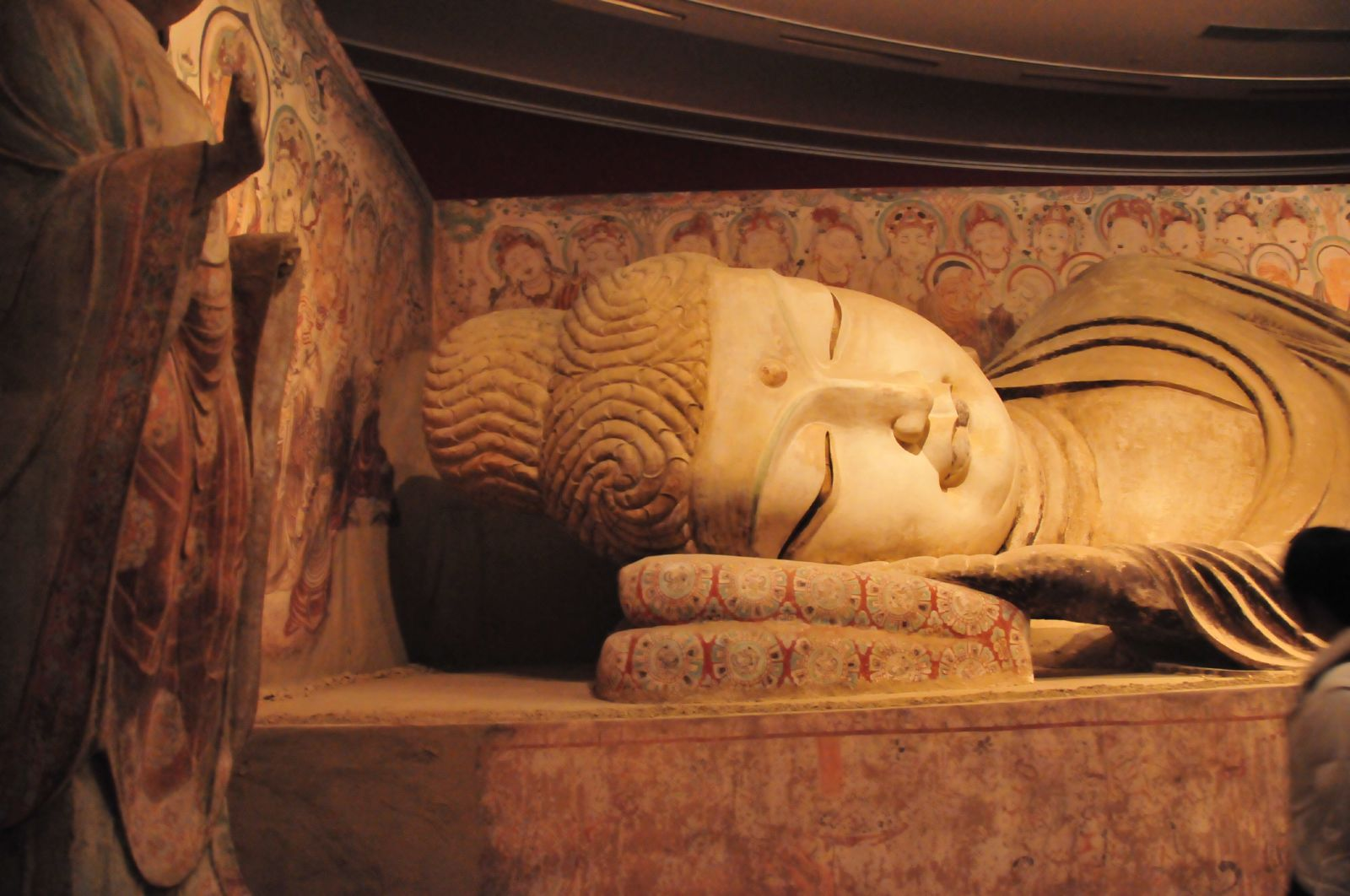
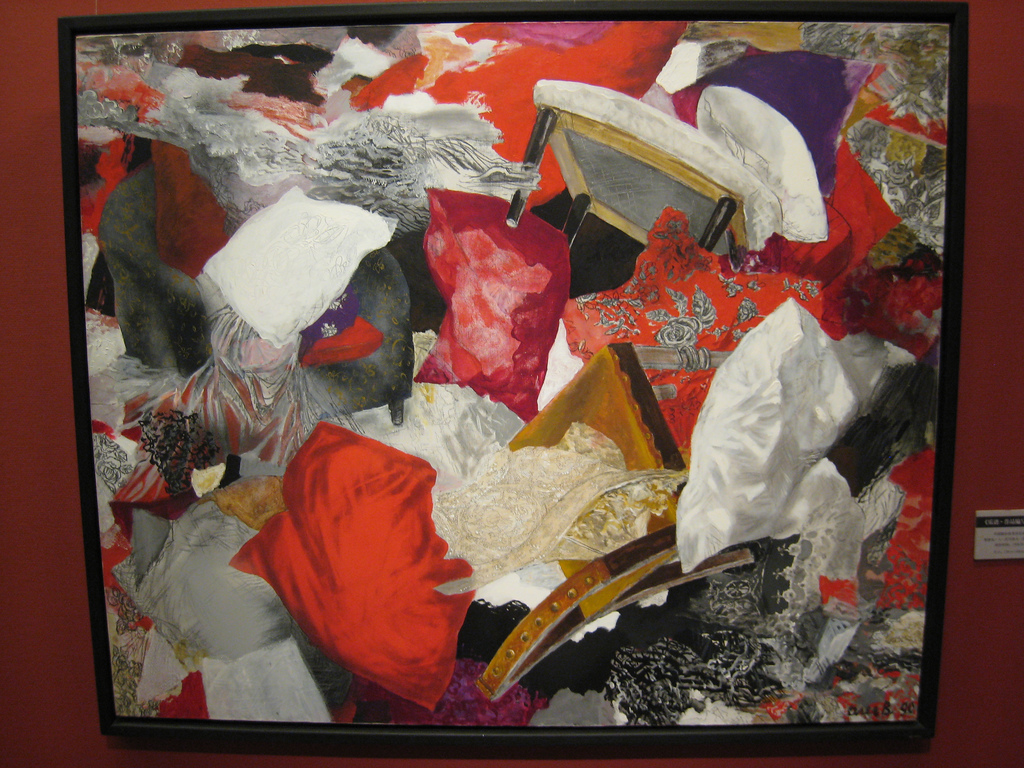
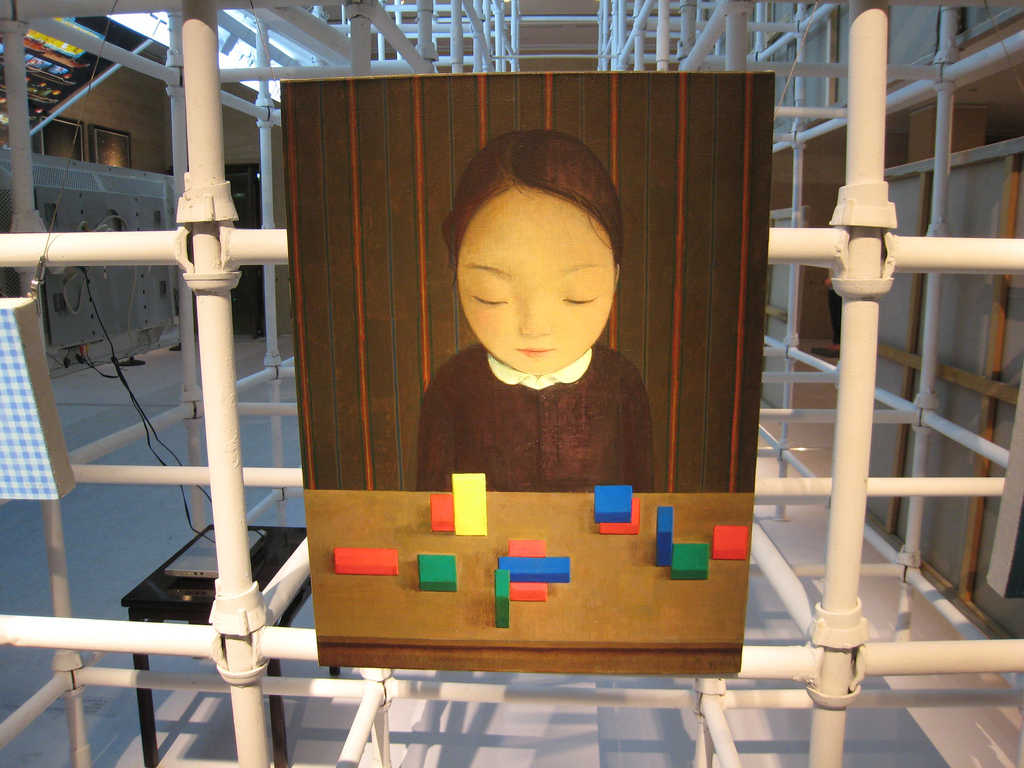